# Daxin
För andra betydelser, se Daxin (olika betydelser).
Daxin är ett härad som lyder under Chongzuos stad på prefekturnivå i den autonoma regionen Guangxi i sydligaste Kina.